# Алексий Слав

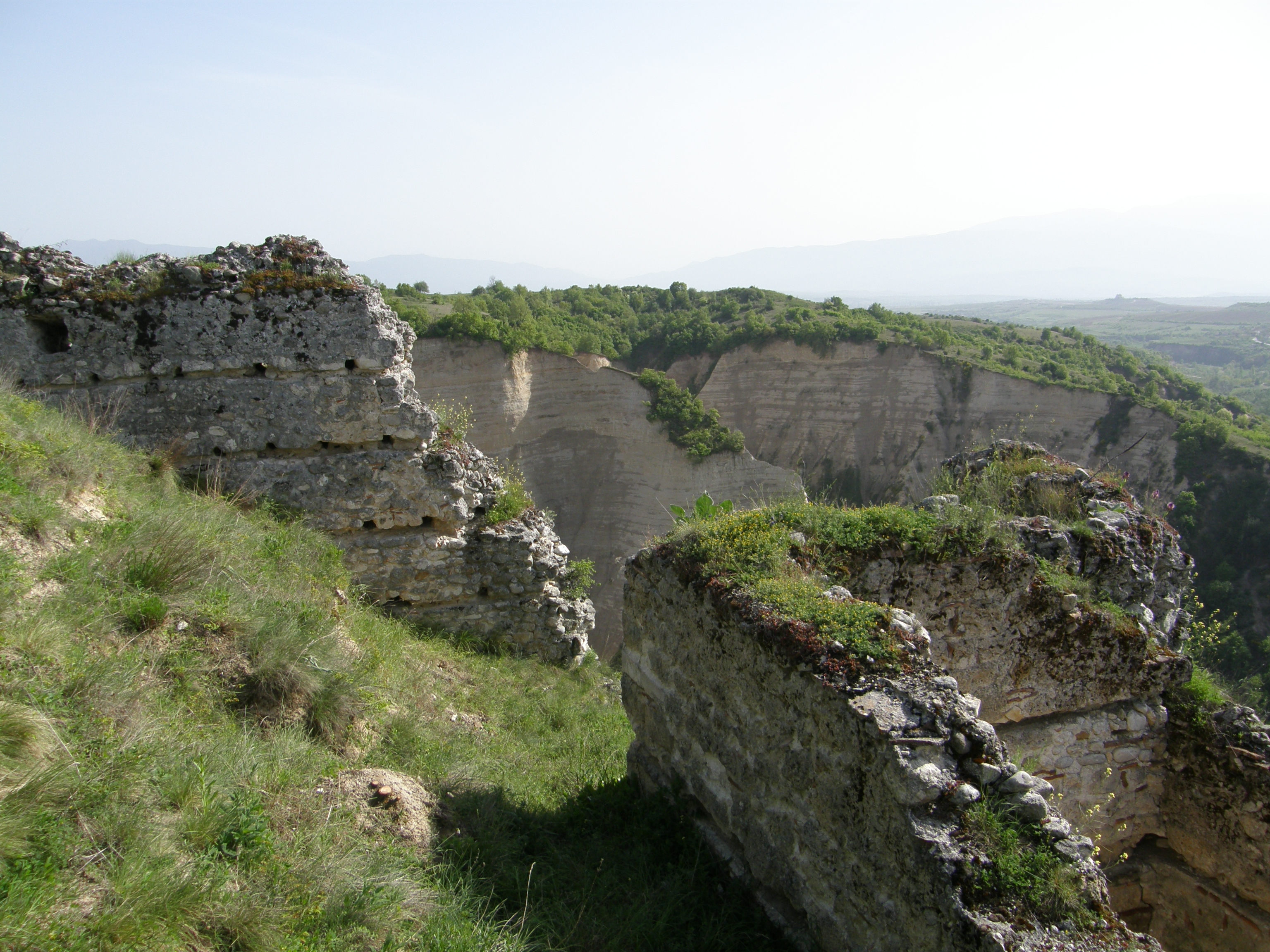
Руины Славовой крепости около города Мелник

Алексий Слав — болгарский самостоятельный владетель, деспот Родоп (1208—1230). Происходил из династии Асеневцев. Сын болгарской царевны Тамары, сестры царей Ивана Асена I, Петра IV и Калояна. Двоюродный брат царя Борила и севастократора Стреза.

## Биография
Губернатор Родопского региона Алексий Слав впервые был упомянут в качестве одного из болгарских дворян, оспаривавших восхождение на трон царя Борила. Алексий Слав считал Борила узурпатором. В 1208 году Алексий заключил договор с латинским императором Генрихом Фландрским, который дал ему в жёны свою внебрачную дочь и удостоил его титула деспот.
Алексий владел множеством горных крепостей. Под его властью находились Западные и Центральные Родопы и большая часть Восточной Македонии к востоку от реки Струма.
Первоначально его резиденция находилась в крепости Цепина, вблизи современного села Дорково в Родопах — (1207—1212). После 1212 года столица была перенесена в крепость Мелник.
Изабелла Фландрская скончалась между 1215 и 1216 годами. В 1216 году умер Генрих I Фландрский. После чего Алексий Слав отринул вассалитет Латинской империи.

## Память
Алексий Слав прославился значительными пожалованиями монастырям, в частности Роженскому. Известна дарственная грамота монастырю Святой Богородицы Спилеотисы, около Мелника.